# Walter Thießen
Walter Thießen (* 11. Januar 1951 in Kaiserslautern; † 23. März 2014) war ein deutscher Versicherungsmanager und ehemaliger Vorstandsvorsitzender der AMB Generali Holding AG.

## Leben
Thießen studierte von 1969 bis 1973 an der Universität Karlsruhe Mathematik und promovierte 1976 an der Technischen Universität Graz. Anschließend ging er als Trainee zur Deutschen Herold Versicherungsgruppe in Bonn, wo er bis 1984 blieb. 1985 wechselte er zur AachenMünchener und trat zwei Jahre später in die Geschäftsführung der AMB-Informatik (IT-Tochter der AMB Generali Holding AG) ein. 1993 wurde er in den Vorstand der Volksfürsorge Versicherungen berufen. 1996 wurde er außerdem Vorstandsmitglied der AMB Generali Holding AG und Vorsitzender der Geschäftsführung der AMB-Informatik. 2002 wurde er Vorstandsvorsitzender der AMB Generali Holding AG. Seit 2006 war er außerdem Mitglied des International Management Board der Muttergesellschaft Assicurazioni Generali. Am 30. Juni 2007 schied er aus seinem Amt als Vorstandsvorsitzender aus. Seitdem war Walter Thießen in verschiedenen Funktionen tätig, unter anderem ab Frühjahr 2008 als Senior Adviser der deutschen Tochtergesellschaft der britischen N M Rothschild & Sons.